# Célia Jordão
Célia Cristina Amorim Silva Jordão (Angra dos Reis, 4 de outubro de 1964) é uma política brasileira, filiada ao Partido Liberal (PL). Em 2018, concorreu a deputada estadual do Rio de Janeiro pelo PRP e não foi eleita, tornando-se primeira suplente na 12.ª legislatura. O PRP acabou incorporado pelo Patriota ao final da eleição. Em 2022, já tendo assumido o mandato, foi reeleita pelo PL com 49.680 votos e faz parte da 13.ª legislatura da ALERJ.

## Biografia
Advogada e servidora pública, Célia Jordão foi secretária de Desenvolvimento Social e Promoção da Cidadania de Angra dos Reis entre 2001 e 2009, e depois entre 2017 e 2020. Em ambas as ocasiões, o prefeito do município era seu marido, Fernando Jordão.
Assumiu o mandato como deputada estadual inicialmente como suplente temporária, após o licenciamento de Bruno Dauaire em dezembro de 2020, e um mês depois, assumiu em definitivo com a renúncia de Renato Cozzolino, eleito prefeito de Magé. Presidiu a Comissão Especial de Indústria Naval e Offshore da ALERJ.
Jordão instalou escritórios de apoio à atividade parlamentar em Angra dos Reis, Miracema e Volta Redonda, voltados ao atendimento e recepção de demandas da população local e regional.
Em fevereiro de 2024, votou a favor do fim do afastamento da deputada Lucinha, determinado pelo Tribunal de Justiça do estado por ela ser acusada de possuir ligações com milicianos.